# Ottar Grønvik
Ottar Nicolai Grønvik, född den 21 oktober 1916, död den 15 maj 2008, var en norsk runolog och filolog. 
Grønvik gav ut en rad viktiga vetenskapliga bidrag till runforskningen - särskilt kan nämnas hans doktorsavhandling om Tunestenen, tolkningen av Rökstenen samt hans verk om Eggjastenen. Grønvik arbetade från 1946 vid Universitetet i Oslo, med undervisning inom tysk och germansk språkvetenskap. Han bodde hela livet på Kjelsås i Oslo och var gift med Inger Grønvik. Paret fick fyra barn.
I en artikel om "nissen" - ett annat namn för hustomten, argumenterar Grønvik för att ordet "nisse" inte är en skandinavism av St. Nicolaus (Niels på danska, Nils på svenska) som man tidigare trott. Grønvik hävdade att ordet stammar från fornnorska/fornnordiska, och är ett ord för en avliden förfader. 
Grønvik mottog bl.a. Nansenmedaljen for fremragende forskning, som är en norsk dekoration.